# Tamezmoute
Tamezmoute (en àrab تامزموت, Tāmazmūt; en amazic ⵜⴰⵎⵣⵎⵓⵜ) és una comuna rural de la província de Zagora, a la regió de Drâa-Tafilalet, al Marroc. Segons el cens de 2014 tenia una població total de 11.697 persones.